# Dubh de Escocia
Dubh de Escocia (en gaélico escocés Dub mac Maíl Coluim, muerto en 967) fue rey de Escocia.

## Biografía
Hijo de Malcom I. Su nombre, anglificado como Duf, quizás sea un epíteto, ya que la Duan Albanach ('Canción de los escoceses') se refiere a él como Dubhoda dén, 'Dubod el impetuoso'. Su reinado fue muy anárquico debido a los ataques de los vikingos y de los clanes de las Highlands.

| Predecesor: Indulf | Rey de Escocia 962–966 | Sucesor: Culen |

- Datos: Q363154